# سیمون آسپلین
 سیمون آسپلین (انگلیسی: Simon Aspelin؛ زادهٔ ۱۱ مهٔ ۱۹۷۴) یک تنیس‌باز اهل سوئد است.